# Massimo Campigli
 (novembre 2024).
Si vous disposez d'ouvrages ou d'articles de référence ou si vous connaissez des sites web de qualité traitant du thème abordé ici, merci de compléter l'article en donnant les références utiles à sa vérifiabilité et en les liant à la section « Notes et références ».
Massimo Campigli, de son véritable nom Max Ihlenfeld, (Berlin, 4 juillet 1895 - Saint-Tropez, 3 mai 1971) est un peintre et graveur italien.

## Biographie
Massimo Campigli est né d'un père inconnu et d'une mère berlinoise, Anna Paolina Luisa Ihlenfeld, qui, pour éviter le scandale, s'installe près de Florence. Sa mère épouse plus tard Giuseppe Bennet, citoyen britannique. En 1909, la famille s'installe à Milan et c'est en 1910 que Campigli apprend qu'il est enfant naturel.
En 1914, Campigli travaille comme secrétaire particulier au journal Corriere della Sera. Il se lie alors avec le courant futuriste et publie un texte sous le pseudonyme de Massimo Campigni. Volontaire dans la guerre de l'Italie contre l'Empire central, il est fait prisonnier en 1916 au nord de Vienne. Réussissant à s'évader, il traverse la Hongrie, la Moldavie et l'Ukraine, pour gagner Moscou en juin 1917 où il est témoin de la Révolution d'Octobre. Il part ensuite à Mourmansk puis à Londres.
Ayant rejoint Milan, Campigli obtient la nationalité italienne. Il est, de 1919 à 1927, correspondant à Paris du Corriere della Sera, habitant rue Daguerre. À Montparnasse, il fréquente le café Le Dôme s'intéresse au cubisme et à la peinture de Chirico et participe pour la première fois au Salon d'automne en 1921. Il épouse en 1926 la peintre roumaine Magdalena Radulescu, dite Dutza. À partir de 1927 il peut vivre de sa peinture. Un voyage à Rome lui fait découvrir l'art étrusque. À Paris, Campigli travaille à l'Atelier 17.
En 1936, Campigli épouse en secondes noces la sculptrice Giuditta Scalini. Il présente régulièrement des expositions, en France, en Italie et à New York, réalisant des fresques à Milan et à Padoue. Réfugié à Venise durant la guerre puis rentré à Milan, il réalise des lithographies, illustrant les poésies de Verlaine.
Campigli revient en 1949 à Paris avec sa famille, s'installe rue Delambre à Montparnasse, expose à la Galerie de France et commence à séjourner à Saint-Tropez. Le Palazzo Reale de Milan présente une rétrospective de son œuvre.
Giuditta Scalini meurt à Saint-Tropez en 1966 d'une longue maladie. Des expositions de Campigli sont réalisées à Tokyo, Osaka, Paris, Rome et Milan Darmstadt et sa peinture est présente dans les principales expositions internationales. À partir de 1967 le peintre partage son temps entre Rome et Saint-Tropez, où il meurt le 31 mai 1971 d'une attaque cardiaque.

Photo de Paolo Monti
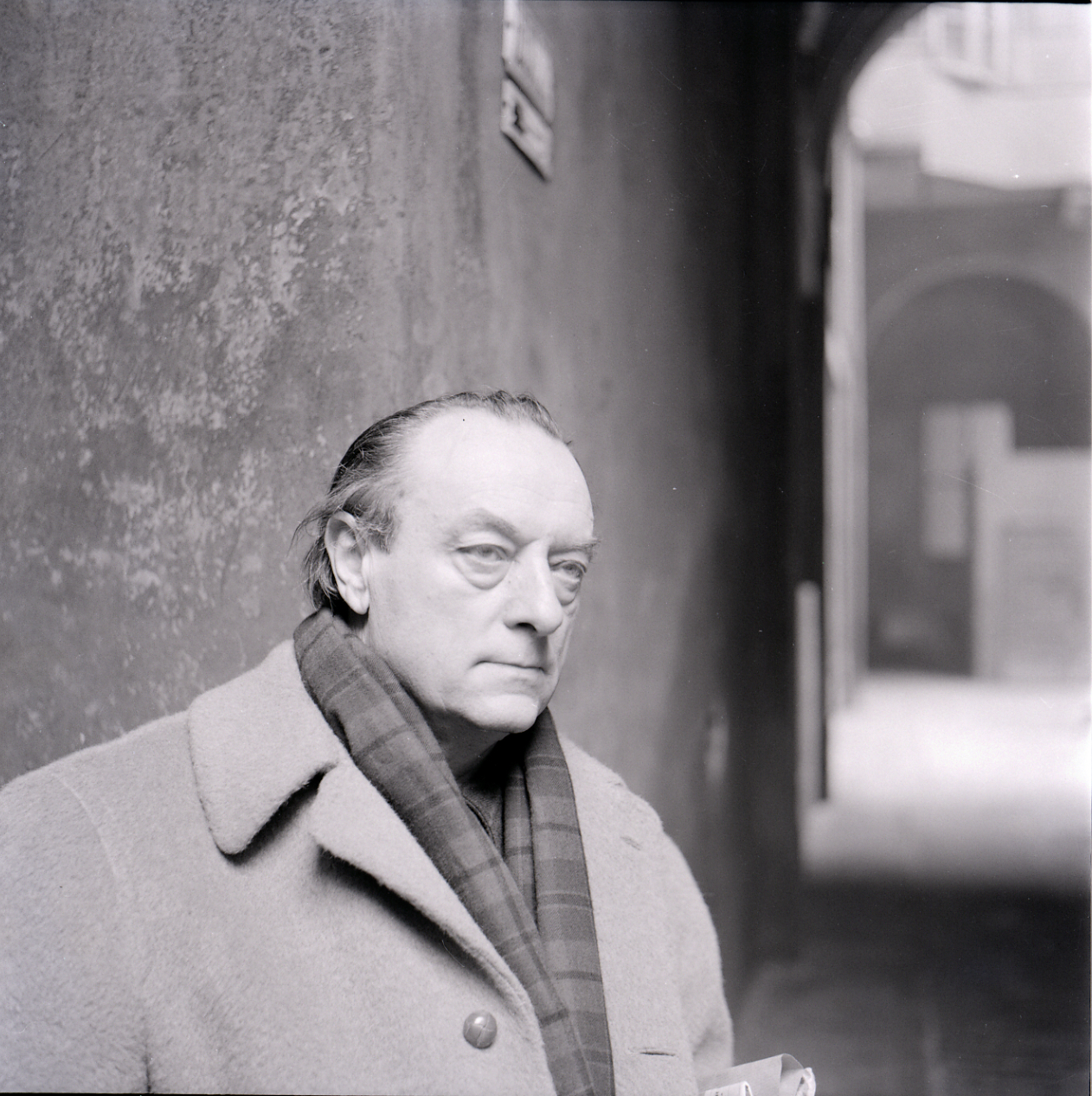
Massimo Campigli

## Peintures
- Busto di fanciulla (1940), collection Mandadori, Milan[3].

## Écrits
- Massimo Campigli, Scrupoli, avec 5 dessins de Campigli, Edizioni del Cavallino, Venise, 1965.